# Cuba (kommun i Spanien)
Cuba är en kommun i Spanien. Den ligger i provinsen Provincia de Teruel och regionen Aragonien, i den östra delen av landet, 290 km öster om huvudstaden Madrid.